# Selección de fútbol sub-20 de Comunidad de Estados Independientes
La Selección de fútbol sub-20 de la Comunidad de Estados Independientes fue la selección que representó al país en el Campeonato Europeo Sub-18 1992.

## Historia
La selección fue la sucesora de Unión Soviética, la cual tomó parte de la Eliminatoria a la Eurocopa Sub-18 1992 y logró la clasificación al torneo tras vencer en su grupo a Yugoslavia, Suecia y Checoslovaquia. La selección fue creada con jugadores de los países pertenecientes a la Unión Soviética con la excepción de los ubicados en Escandinavia (Estonia, Letonia y Lituania).
Su primer partido oficial fue ante Noruega en la ciudad de Hassfurt, Alemania; con quien empató 4-4, pero perdieron en penales y quedaron fuera de la contienda por el título continental. Tuvieron que jugar la ronda de consolación para pelear por un lugar en la Copa Mundial de Fútbol Sub-20 de 1993 a celebrarse en Australia enfrentando a Hungría en Vestenbergsgreuth, partido que ganaron 3-1 y consiguieron la clasificación al mundial de la categoría.
Luego del torneo, la selección desapareció y se convirtió en la actual Rusia, la cual tomó parte en el mundial de la categoría.

## Participaciones

### Eurocopa Sub-18
| Año  | Ronda            | Posición | PJ | PG | PE | PP | GF | GC |
| ---- | ---------------- | -------- | -- | -- | -- | -- | -- | -- |
| 1992 | Cuartos de final | 6°       | 2  | 1  | 1  | 0  | 7  | 5  |